# 力群
力群（1912年—2012年），原名郝丽春，男，山西灵石人，中国版画家、美术理论家，曾任中国美术家协会常务理事。